# Arunah Shepherdson Abell
Pour les articles homonymes, voir Abell.
Arunah Shepherdson Abell (1806-1888) est un journaliste et imprimeur américain du XIXe siècle.

## Biographie
Arunah Shepherdson Abell est né à East Providence dans l'État de Rhode Island en 1806. Après avoir quitté à l'école à 14 ans, il est employé dans une maison de commerce puis entre comme apprenti au journal Providence Patriot en 1822. Il est ensuite imprimeur à la journée à Boston et New York, où il rencontre ses amis et futurs associés Azariah H. Simmons et William Moseley Swain (1809–1868). 
Arunah Shepherdson Abell a fondé le 17 mai 1837, avec ses deux associés, un quotidien, The Baltimore Sun, dans la ville de Baltimore, dans l'État du Maryland, dont la famille Abell garda la propriété jusqu’en 1910. Le journal a 30 000 abonnés au moment de la guerre de Sécession. C'est l'un des premiers à avoir mis en place des rotatives aux États-Unis.  
Arunah Shepherdson Abell, également proche du journaliste et entrepreneur Daniel H. Craig, sera le premier journaliste à transmettre le message du président John Tyler du 11 mai 1846 annonçant la guerre américano-mexicaine et à lancer un pony express depuis la Nouvelle-Orléans, avec les éditeurs du New Orleans Daily Picayune, qui permettra de révéler la fin du siège de Veracruz.